# نهر صالح (جفال)
نهر صالح (بالفارسية: نهرصالح) هي منطقة سكنية تقع في إيران في قسم جفال الريفي. يقدر عدد سكانها بـ 531 نسمة بحسب إحصاء 2016.